# Canelas (Estarreja)
Canelas ist ein Ort und eine ehemalige Gemeinde in Portugal.

## Geschichte
Der heutige Ort entstand vermutlich in der mittelalterlichen Reconquista. 1064 war es bereits als eigenständige Gemeinde vermerkt, kam dann aber vor 1476 zur Gemeinde Fermelã. Die Gemeinde gehörte zum Kreis Angeja seit dessen Schaffung 1514 und bis zu dessen Auflösung 1853. Seit 1855 gehört Canelas zum Kreis Estarreja.
Im Zuge der Gemeindereform 2013 wurden Canelas und Fermelã wieder zu einer Gemeinde zusammengefasst.

## Verwaltung
Canelas war Sitz einer gleichnamigen Gemeinde (Freguesia) im Kreis (Concelho) von Estarreja im Distrikt Aveiro. Die Gemeinde hatte 1438 Einwohner (Stand 30. Juni 2011).
Mit der Gebietsreform im September 2013 wurden die Gemeinden Canelas und Fermelã zur neuen Gemeinde União das Freguesias de Canelas e Fermelã zusammengeschlossen. Canelas ist Sitz dieser neu gebildeten Gemeinde.

## Verkehr
Canelas liegt an der Linha do Norte, der wichtigsten Eisenbahnverbindung Portugals.

## Persönlichkeiten
- Francisco Joaquim Bingre (1763–1856), Lyriker
- Manuel de Andrade (1899–1958), Jurist und Hochschullehrer